# Dalton-Index
Der Dalton-Index ist ein Ungleichheitsmaß (zur Messung der relativen Konzentration), das nach dem britischen Politiker Baron E. Hugh J. N. Dalton benannt ist.

## Definition
Dalton nimmt für jedes Individuum an, dass die marginale Wohlfahrt (Grenzwohlfahrt) abnimmt, wenn sich das Einkommen erhöht. Dies nennt sich Einkommenswohlfahrtsfunktion:
{\displaystyle U_{i}=U_{i}\left(x_{i}\right);\;i=1,2,\ldots ,N\,,}
wobei {\displaystyle U_{i}} die Wohlfart einer Person {\displaystyle i}, die ein Einkommen {\displaystyle x_{i}} bezieht, darstellt. Diese ist monoton und konkav, was sich mathematisch wie folgt ausdrückt:
{\displaystyle {\frac {\partial U_{i}}{\partial x_{i}}}>0} sowie {\displaystyle {\frac {\partial ^{2}U_{i}}{\partial x_{i}^{2}}}<0}
gilt. Weiter setzt Dalton voraus, dass die Wohlfahrten verschiedener Personen additiv verknüpft sind. Demzufolge ist die Wohlfart in seinem Modell eine einfache Aufsummation (Aggregation) persönlicher Wohlfahrten. Anders gesagt: Es gilt für die Wohlfahrt {\displaystyle W} Folgendes:
{\displaystyle W=\sum \limits _{i=1}^{N}U_{i}\left(x_{i}\right)\,.}
Ferner unterstellt er, dass die Relation von Einkommen zu Wohlfahrt für alle gleich ist. Diese lautet:
{\displaystyle U_{i}=U\left(x_{i}\right);\;i=1,2,\ldots ,N\,.}
In diesem Fall kann die Relation {\displaystyle W} folgendermaßen notiert werden:
{\displaystyle W=\sum \limits _{i=1}^{N}U\left(x_{i}\right)\,,}
was verdeutlicht, wer auch immer Wohlfahrt erlangt, die Addition zur öffentlichen Wohlfahrt ist dieselbe. Für jede gegebene Höhe der Wohlfahrt ist jede Verteilung (Distribution) unter den Mitgliedern der Gesellschaft zulässig. Jedoch muss daran gedacht werden, dass die Beziehungen der einzelnen Einkommen zu deren Wohlfahrten konkav ist. Deshalb wird die Umverteilung von Einkommen von {\displaystyle A} nach {\displaystyle B} nicht zu einer symmetrischen Veränderung der Wohlfahrten der Personen, die in diese Transaktion verwickelt sind. Das Resultat ist ein Einfluss auf {\displaystyle W}, das Maß der sozialen Wohlfahrt.

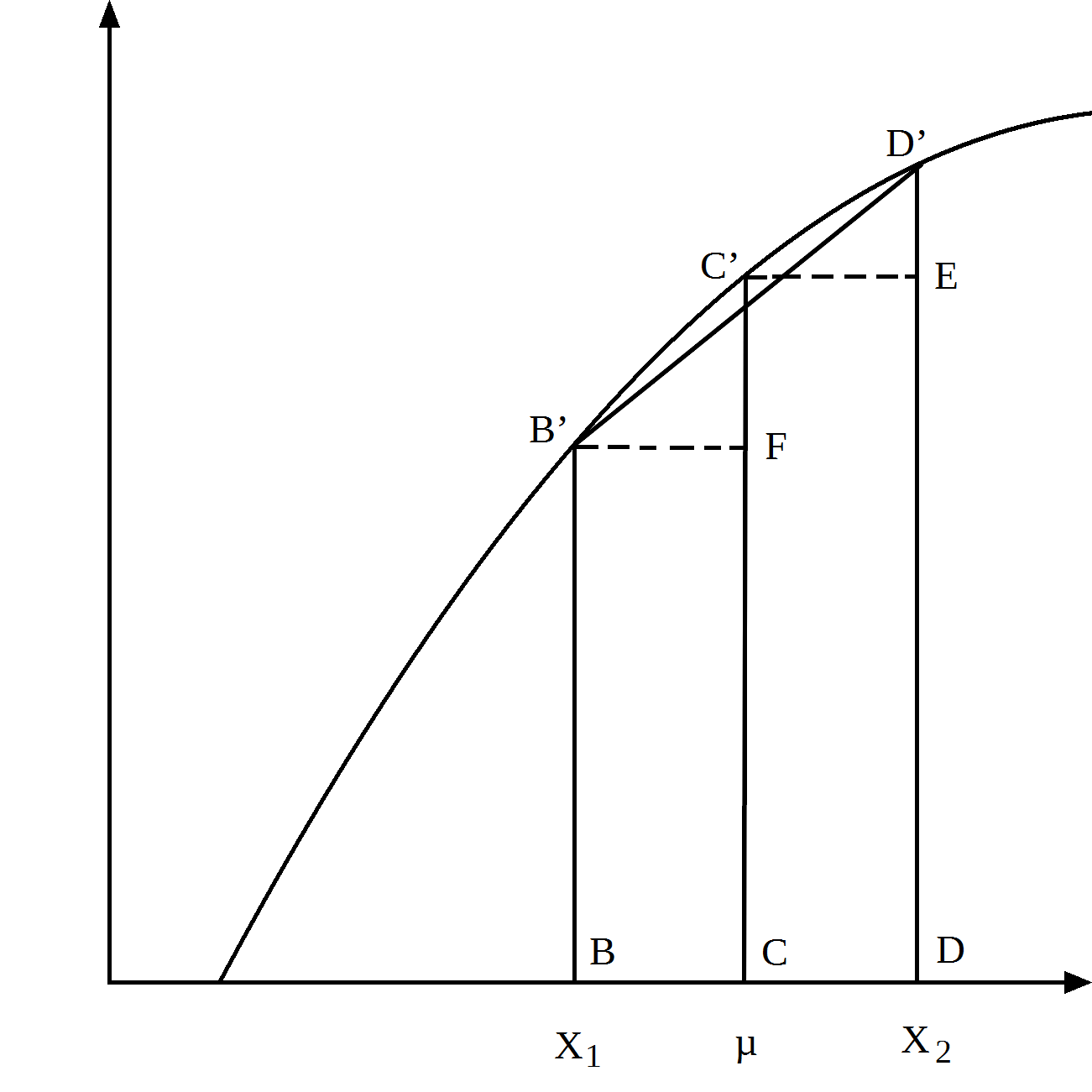
Darstellung zum Dalton-Index

Aus der Grafik kann man die Situation, wenn zwei Individuen, die die gleiche Relation besitzen, zwei unterschiedliche Einkommensniveaus haben, mit derjenigen, wenn sie das gleiche Einkommen (respektive den gleichen Einkommensunterschied) haben, entnehmen sowie vergleichen. Anzumerken ist, dass die Wohlfahrtssumme von Person 1 (BB’) und von Person 2 (DD’) geringer als die doppelte von CC’ ist, welche das Wohlfahrtsniveau beider Personen wäre, wenn diese das gleiche Einkommen bezögen. Es ist leicht zu erkennen, dass der von Person 2 erfahrene Verlust (D’E) vom erlangten Gewinn von Person 1 (C’F) überkompensiert wird.
Dies demonstriert, dass unter Daltons Annahmen eine Gleichverteilung einer Ungleichverteilung für ein vorgegebenes Gesamteinkommen aus der Sicht der Wohlfahrt vorzuziehen ist. Tatsächlich wird die ökonomische Wohlfahrt einer Gesellschaft für ein gegebenes Gesamteinkommen ihr Maximum erreichen, wenn alle Einkommen gleich sind. Die Disparität jeder gegebenen Verteilung kann daher als
{\displaystyle {\frac {\sum \limits _{i=1}^{N}U(\mu )}{\sum \limits _{i=1}^{N}U\left(x_{i}\right)}}={\frac {NU(\mu )}{\sum \limits _{i=1}^{N}U\left(x_{i}\right)}}}
definiert werden, welche gleich 1 bei Gleichverteilung und größer als 1 bei Ungleichverteilung ist. Dabei ist {\displaystyle \mu :={\frac {1}{N}}\sum _{i=1}^{N}x_{i}} das mittlere Einkommen, das bei Gleichverteilung von jedem bezogen würde. Daher könnte man den Dalton-Index als im Zahlenbereich {\displaystyle [1,\infty )} liegende Zahl wie folgt definieren:
{\displaystyle D_{2}={\frac {NU(\mu )}{\sum \limits _{i=1}^{N}U\left(x_{i}\right)}}\,,}
was offensichtlich für eine Gleichverteilung gleich 1 ist. Spätere Autoren haben den Dalton-Index wie folgt auf eine Zahl aus dem Intervall [0,1] transformiert, so dass der Gleichverteilung 0 entspricht:
{\displaystyle D=1-{\frac {\sum \limits _{i=1}^{N}U\left(x_{i}\right)}{NU(\mu )}}=1-{\frac {\bar {U}}{U(\mu )}}\,.}
Der Index erweckt den Anschein, als hätte er die Intervallgrenzen {\displaystyle [0,1]\,.} Aber es gibt viele gültige, konkave Funktionen, bei denen dies nicht zutrifft. Zum Beispiel, falls wir {\displaystyle U\left(x_{i}\right)=\log x_{i}\,,} haben, dann liegt {\displaystyle D=1-\left\{{\tfrac {\log {\hat {\mu }}}{\log \mu }}\right\}} vor. Sei die Tatsache angenommen, dass {\displaystyle {\hat {\mu }}<\mu } gilt, wird für {\displaystyle \mu <1} der Index negativ. Und {\displaystyle \mu } kann kleiner als eins (1) sein, wenn {\displaystyle x} in jeder Einheit gemessen werden kann. Genauso gilt auch: {\displaystyle U\left(x_{i}\right)={\tfrac {1}{x_{i}}}\,.}
Jedoch ist es nicht nötig, um den numerischen Wert zu erhalten, den Index zu definieren. Dalton hat 1920 aufgezeigt, dass die Disparität in Termen von Einkommen gemessen werden muss, obwohl der Index in Termen ökonomischer Wohlfahrt definiert ist. Dann tritt kein einheitliches Ungleichheitsmaß auf. Dies ist von der angenommenen funktionellen Beziehung abhängig. Daltons Intention dieser zwei Funktionen besteht in der Illustration: Die erste bezieht sich auf Bernoullis Hypothese. Sie hält fest, dass proportionale Zuführungen von Einkommen (mehr als die schlichte Existenz-/Lebensunterhaltsarmutsgrenze erforderlich) zu gleichen Erhöhungen der individuellen Wohlfahrt führt. Das heißt:
{\displaystyle \mathrm {d} U_{i}={\frac {\mathrm {d} x_{i}}{x_{i}}}} oder {\displaystyle U_{i}=\log x_{i}+c_{i}\,.}
Unter der Prämisse, dass jede Person die gleichen funktionalen Beziehungen/Verhältnisse hat, kann der Dalton-Index folgendermaßen notiert werden:
{\displaystyle D=1-{\frac {\log {\hat {\mu }}+c}{\log \mu +c}}}
mit {\displaystyle {\hat {\mu }}=} harmonisches Mittel der persönlichen Einkommen. Die andere Formulierung, die er behandelt, ist definiert als:
{\displaystyle \mathrm {d} U_{i}={\frac {\mathrm {d} x_{i}}{x_{i}^{2}}}} oder {\displaystyle U_{i}=c-{\frac {1}{x_{i}}}\,,}
wobei {\displaystyle c} die Maximalwohlfahrt, die ein Mensch erreichen kann, wenn {\displaystyle \!\ x\to \infty } gilt, darstellt. Der Dalton-Index ändert sich in diesem Falle zu folgendem:
{\displaystyle D=1-{\frac {c-{\frac {1}{\tilde {\mu }}}}{C-{\frac {1}{\mu }}}}}
mit {\displaystyle {\tilde {\mu }}=} harmonischer Mittelwert.